# Дубьюк (округ)
Дубью́к (англ. Dubuque County) — округ в США, штате Айова. На 2000 год численность населения составляла 89 156 человек. По оценке бюро переписи населения США в 2009 году население округа составляло 93 072 человек. Окружным центром является город Дубьюк.

## История
Округ Дубьюк был сформирован 6 сентября 1834.

## География
Согласно данным Бюро переписи населения США площадь округа Дубьюк составляет 1575 км².

### Основные шоссе
- Шоссе 20
- Шоссе 52
- Шоссе 61
- Шоссе 151
- Автострада 3
- Автострада 32
- Автострада 136

### Соседние округа
- Клейтон  (север)
- Грант, Висконсин  (северо-восток)
- Джо-Дейвисс, Иллинойс  (восток)
- Джэксон  (юго-восток)
- Джонс  (юго-запад)
- Делавэр  (запад)

## Демография
По данным переписи населения 2000 года в округе проживало 89 156 жителей. Среди них 23,8 % составляли дети до 18 лет, 15,5 % люди возрастом более 65 лет. 51,1 % населения составляли женщины.
Национальный состав был следующим: 96,2 % белых, 1,8 % афроамериканцев, 0,2 % представителей коренных народов, 0,8 % азиатов, 1,9 % латиноамериканцев. 0,9 % населения являлись представителями двух или более рас.
Средний доход на душу населения в округе составлял $19600. 10,6 % населения имело доход ниже прожиточного минимума. Средний доход на домохозяйство составлял $49160.
Также 85,2 % взрослого населения имело законченное среднее образование, а 21,3 % имело высшее образование.